# 史泰登島國王
是一部2020年的美國喜劇電影，由賈德·阿帕托執導，阿帕托、皮特·戴維森和戴夫·席魯斯編劇。主演是戴維森、瑪麗莎·托梅、比爾·伯爾、蓓爾·寶利、莫德·阿帕托和史提夫·布斯美。故事講述一個年輕人在他的母親與新的男子約會後，必須令自己的生活變得美好，而這個男子與他死去的父親同樣也是消防員。
本片於2020年6月12日由環球影業透過串流平台發行。

## 演員
- 皮特·戴維森 飾 Scott Carlin
- 瑪麗莎·托梅 飾 Margie Carlin
- 比爾·伯爾 飾 Ray Bishop
- 蓓爾·寶利 飾 Kelsey
- 莫德·阿帕托 飾 Claire Carlin
- 史提夫·布斯美 飾 Papa
- 潘蜜拉·艾德隆 飾 Gina
- 吉米·塔特羅 飾 消防員Savage
- Ricky Velez 飾 Oscar
- 凱文·考利甘 飾 Joe
- 多門尼克·隆巴多西 飾 消防員Lockwood
- Mike Vecchione 飾 消防員Thompson
- 莫伊塞斯·阿里亞斯（英语：Moisés Arias） 飾 Igor
- 卡莉·阿奎利諾（英语：Carly Aquilino） 飾 Tara
- Lou Wilson 飾 Richie
- Derek Gaines 飾 Zoots
- 寶琳·夏勒梅 飾 Joanne
- 科爾森·貝克 飾 紋身店老闆
- Mario Polit 飾 Rivera
- Luke David Blumm
- Colton Morrow-Merrill 飾 Scooter

## 外部連結
- 互联网电影数据库（IMDb）上《史泰登島國王》的资料（英文）
- 官方网站